# Атенрай
Атенрай (Атенри; англ. Athenry [æθən'raı]; ирл. Baile Átha an Rí, Бале-Аха-ан-Ри, «брод королей») — (переписной) посёлок в Ирландии, находится в графстве Голуэй (провинция Коннахт).
Атенрай стал широко известен благодаря песне «The Fields of Athenry», которая описывает ситуацию во время голода в Ирландии 1845—1849.
Одна из достопримечательностей поселения — средневековая крепость.
Местная железнодорожная станция была открыта 1 августа 1851 года.

## Демография
Население — 3 205 человек (по переписи 2006 года). В 2002 году население было 2 154.
Данные переписи 2006 года:
| Общие демографические показатели |               |                               |                               |      |      |
| Всё население                    | Всё население | Изменения населения 2002—2006 | Изменения населения 2002—2006 | 2006 | 2006 |
| 2002                             | 2006          | чел.                          | %                             | муж. | жен. |
| 2 154                            | 3 205         | 1051                          | 48,8                          | 1613 | 1592 |

В нижеприводимых таблицах сумма всех ответов (столбец «сумма»), как правило, меньше общего населения населённого пункта (столбец «2006»).
| Религия (Тема 2 — 5 : Число людей по религиям, 2006) |             |                |             |            |       |       |
| Католики, чел.                                       | Католики, % | Другая религия | Без религии | не указано | сумма | 2006  |
| 2 811                                                | 87,7        | 200            | 149         | 45         | 3 205 | 3 205 |

| Этно-расовый состав (Этничность. Тема 2 — 3 : Постоянное население по этническому или культурному происхождению, 2006) |            |              |       |        |        |            |       |       |
| Белые ирландцы | Лухт-шулта | Другие белые | Негры | Азиаты | Другие | Не указано | сумма | 2006  |
| 2 449 | 151        | 344          | 31    | 25     | 122    | 51         | 3 173 | 3 205 |
| Доля от всех отвечавших на вопрос, %                                                                                   |            |              |       |        |        |            |       |       |
| 77,2 | 4,8        | 10,8         | 1,0   | 0,8    | 3,8    | 1,6        | 100   | 99,01 |

1 — доля отвечавших на вопрос о языке от всего населения.
| Владение ирландским языком (Тема 3 — 1 : Число людей от 3 лет и старше по способности говорить по-ирландски, 2006) |       |            |       |       |
| Владеете ли Вы ирландским языком?                                                                                  |       |            |       |       |
| Да | Нет   | Не указано | сумма | 2006  |
| 1 317 | 1 636 | 72         | 3 025 | 3 205 |
| Доля от всех отвечавших на вопрос о языке, %                                                                       |       |            |       |       |
| 43,5 | 54,1  | 2,4        | 100   | 94,41 |

1 — доля отвечавших на вопрос о языке от всего населения.
| Использование ирландского языка (Тема 3 — 2 : Irish speakers aged 3 or over by frequency of speaking Irish, 2006) |                                                            |                                               |                                               |                                               |                                               |                                               |       |                                     |       |
| Как часто и где Вы говорите по-ирландски?                                                                         |                                                            |                                               |                                               |                                               |                                               |                                               |       |                                     |       |
| ежедневно, только в образовательных учреждениях                                                                   | ежедневно, как в образовательных учреждениях, так и вне их | в других местах (вне образовательной системы) | в других местах (вне образовательной системы) | в других местах (вне образовательной системы) | в других местах (вне образовательной системы) | в других местах (вне образовательной системы) | сумма | всего, отвечавших на вопрос о языке | 2006  |
| ежедневно, только в образовательных учреждениях                                                                   | ежедневно, как в образовательных учреждениях, так и вне их | ежедневно                                     | каждую неделю                                 | реже                                          | никогда                                       | не указано                                    | сумма | всего, отвечавших на вопрос о языке | 2006  |
| 294 | 25                                                         | 38                                            | 100                                           | 525                                           | 314                                           | 21                                            | 1 317 | 3 025                               | 3 205 |
| Доля от всех отвечавших на вопрос о языке, %                                                                      |                                                            |                                               |                                               |                                               |                                               |                                               |       |                                     |       |
| 9,7 | 0,8                                                        | 1,3                                           | 3,3                                           | 17,4                                          | 10,4                                          | 0,7                                           | 43,5  | 100                                 |       |

| Типы частных жилищ (Тема 6 — 1(a) : Число частных домовладений по типу размещения, 2006) |          |         |                 |            |       |       |
| Отдельный дом                                                                            | Квартира | Комната | Переносные дома | не указано | сумма | 2006  |
| 1 083                                                                                    | 69       | 4       | 0               | 45         | 1 201 | 3 205 |